# Martin Paz
Martin Paz (franceză Martin Paz) este o nuvelă scrisă de Jules Verne în 1851. Ea a apărut în publicația Musée des familles între 10 iulie 1852 și 11 august 1852. 

## Intriga
Acțiunea povestirii se petrece în Peru, țară locuită de trei mari grupuri de oameni: descendenți ai conchistadorilor spanioli, metiși (născuți din căsătoria europenilor cu nativii) și indieni. Astfel, dintre personajele cărții, marchizul don Vergal este spaniol, André Certa este metis, iar Martin Paz indian.
Evreul Samuel i-a promis lui André mâna fiicei sale, Sarah, însă aceasta este îndrâgostită de Martin Paz, care se află sub protecția marchizului don Vergal. După o serie de peripeții, iese la lumină secretul legat de viața lui Sarah: ea nu este fiica lui Samuel, ci a unor nobili spanioli a căror vas a naufragiat, evreul salvând mica fetiță de la înec. Căsătoria fetei ar urma să îi redeschidă acesteia poarta cercurile nobiliare.
Indienii pornesc o rebeliune, în cadrul căreia Samuel e ucis, dar MArtin Paz o salvează pe Sarah și se refugiază pe domeniul lui don Vergal. Acesta află astfel că Sarah este fiica sa, pe care el a crezut-o moartă în naufragiu. Fata este răpită de indieni, Martin Paz încearcă să o salveze, dar, în cele din urmă, cei doi mor așa cum doreau să trăiască, împreună.

## Ediție revizuită
La fel ca și în cazul celeilalte povestiri a cărei acțiune se petrece pe teritoriul american, O dramă în Mexic, opera de față a fost luat în calcul de Hetzel pentru a completa un volum din seria Călătoriilor extraordinare considerat a fi prea scurt. Astfel, o versiune remaniată a textului apărut în Musée des familles a fost publicată în continuarea romanului Cancelarul. 

## Teme abordate în cadrul povestirii
- Iudeofobia, a cărei țintă este Samuel) (temă prezentă și în romanul Hector Servadac)
- Lupta pentru independență națională (temă prezentă și în romanele Mathias Sandorf și Arhipelagul în flăcări)
- Discurs despre rase și metisaj
- Rolul aristocrației în afacerile publice

## Lista personajelor
| - Don Fernand d’Aguillo - Duègne Ammon - Père Joachim de Camarones - André Certa - Liberta - Manangani | - Millaflores - Martin Paz - Sambo - Samuel - Sarah - Marchizul don Végal |

## Traduceri în limba română
- 1924 - "Logodnica indianului (Martin Paz)" - Ed. J. Negreanu, traducere George B. Rareș, 96 pag.